# Tommaso Mattei
Tommaso Mattei, född 24 december 1652 i Rom, död där 10 maj 1726, var en italiensk arkitekt, verksam i barockens Rom. Han var elev till Carlo Fontana och senare Carlo Rainaldi.

## Verk i Rom (urval)
- Cappella Montioni, Santa Maria di Montesanto (efter en ritning av Carlo Fontana)[1][2][3]
- Palazzo Macchi di Cellere[4]
- Terrass, Palazzo Spada[5]
- Fasaden, Santa Lucia della Tinta[6]

## Bilder
| - Santa Lucia della Tinta. - Palazzo Macchi di Cellere (till vänster). |